# Breviceps namaquensis
Breviceps namaquensis es una especie  de anfibios de la familia Brevicipitidae.

## Distribución geográfica
Se encuentra en Sudáfrica y, posiblemente  en Namibia.

## Estado de conservación
Se encuentra amenazada de extinción por la pérdida de su hábitat natural.